# Giovanni Mosciatti

Bischofswappen von Giovanni Mosciatti

Giovanni Mosciatti (* 23. Januar 1958 in Matelica, Provinz Macerata, Italien) ist ein italienischer Geistlicher und römisch-katholischer Bischof von Imola.

## Leben
Giovanni Mosciatti empfing am 6. Dezember 1986 das Sakrament der Priesterweihe.
Am 31. Mai 2019 ernannte ihn Papst Franziskus zum Bischof von Imola. Die Bischofsweihe spendete ihm am 13. Juli desselben Jahres der Erzbischof von Bologna, Matteo Maria Zuppi, in der St. Cassians-Kathedrale von Imola. Mitkonsekratoren waren sein Amtsvorgänger Tommaso Ghirelli  und Bischof Stefano Russo, emeritierter Bischof von Fabriano-Matelica.